# Mont Chesau
Le mont Chesau est un sommet du plateau suisse culminant à 983 mètres d'altitude.

## Toponymie
Les cartes nationales antérieures à 1958 le nomment mont Cheseaux. La carte nationale de 2010 renomme d'ailleurs le lieu-dit de l'arrivée de la route, de la ferme et de la buvette Cheseaux. Ce lieu se nommait La Chesaude entre 1891 et 1932, En Cheseaux entre 1933 et 1957 et Chesau sur les éditions 1958-2010.

## Géographie
Le mont Chesau se trouve dans le prolongement du mont Pèlerin à deux kilomètres au nord de son sommet et à l'est du lac de Bret. Bien que situé sur la commune de Puidoux dans le canton de Vaud, la limite avec la commune fribourgeoise de Granges passe sur ses pentes nord-est. À l'est, il est drainé par la Biorde, affluent du Rhin par l'Aar et la Broye, et par le Corbéron, affluent de la Biorde, à l'ouest et au nord.
Selon la typologie des paysages de Suisse, le mont Chesau, comme le mont Pèlerin et le mont Vuarat, fait partie des paysages de collines au relief prononcé du plateau suisse.

### Géologie
Le mont Chesau, comme le mont Pèlerin, est une formation de poudingue rougeâtre.

## Accès
Une route permet d'accéder à la ferme et à la buvette Cheseaux à 300 m du sommet. Elle débute au lieu-dit Vers-chez-les-Conne, sur la commune de Puidoux.